# TempleOS
TempleOS (раніше J Operating System, LoseThos і SparrowOS ) — це легка операційна система (ОС) на біблійну тематику, розроблена як Третій Храм, про який передрікається в Біблії. Її створив американський програміст Террі Ендрю Девіс, який розробляв її самостійно протягом десяти років після серії маніакальних епізодів, які він пізніше описав як одкровення від Бога.
Система була характеризується як сучасна x86-64 Commodore 64 з інтерфейсом, подібним до суміші DOS і Turbo C. Девіс заявив, що функції системи, такі як роздільна здатність 640x480, 16-кольоровий дисплей та одноголосне аудіо, були розроблені відповідно до чітких вказівок Бога. Він був запрограмований з оригінальною варіацією C (під назвою HolyC) замість BASIC і включав оригінальний симулятор польоту, компілятор і ядро.
TempleOS була випущена як операційна система J в 2005 році і як TempleOS в 2013 році, а востаннє оновлювалася в 2017 році.

## Історія створення

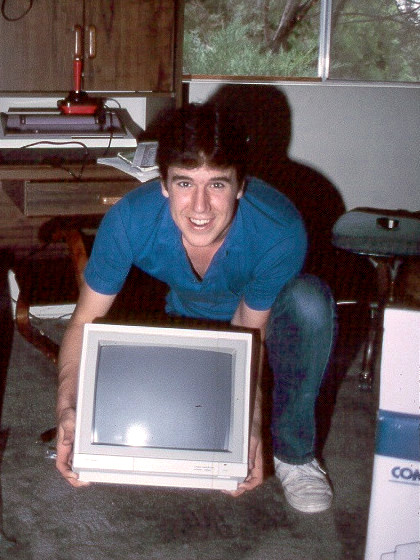
Террі Е. Девіс

Террі Девіс (1969–2018) почав переживати регулярні маніакальні епізоди в 1996 році, що призвело до численних перебуваннях в психіатричних лікарнях. Спочатку йому поставили діагноз біполярний розлад, згодом він був оголошений шизофренічним і залишився безробітним до кінця свого життя. Він страждав від марення космічних інопланетян і урядових агентів, через що ненадовго був госпіталізований через проблеми з психічним здоров’ям. Після того, як він пережив самоописане «одкровення», він заявив, що перебуває у прямому спілкуванні з Богом і що Бог сказав йому, що операційна система призначена для третього храму Божого.
Девіс почав розробляти TempleOS приблизно в 2003 році  Однією з її ранніх назв була «Операційна система J», перед перейменуванням її на «LoseThos», назва відсилає на сцену з фільму « Взвод» 1986 року. У 2008 році Девіс написав, що LoseThos «в першу чергу для створення відеоігор. Вона не підтримує мережу чи Інтернет. Як на мене, це було б перевинаходом колеса»  Інша назва, яку він використовував, була «SparrowOS», перш ніж зупинився на «TempleOS».  У середині 2013 року його вебсайт повідомив: «Божий храм закінчено. Тепер Бог вбиває ЦРУ, поки воно не поширилось[sic]". Девіс помер після того, як його збив потяг 11 серпня 2018 року.

## Огляд системи
TempleOS є 64-бітовою, витісняючої багатозадачності,  мульти-ядерною, загального надбання, з відкритим вихідним кодом, Нульового кільця , одного адресного простору, не мережевою операційною системою ПК для рекреаційного програмування.  ОС працює з 8-розрядною ASCII з графікою у вихідному коді та має бібліотеку 2D та 3D графіки, яка працює на 640x480 VGA з 16 кольорами.  Як і більшість сучасних операційних систем, вона підтримує клавіатуру та мишу. Система підтримує файлові системи ISO 9660, FAT32 і RedSea (остання створена Девісом) з підтримкою стиснення файлів.  За словами Девіса, багато з цих специфікацій — наприклад, роздільна здатність 640x480, 16-кольоровий дисплей і один голосовий канал — були надані йому Богом. Він пояснив, що обмежене рішення полягало в тому, щоб полегшити дітям малювання ілюстрацій для Бога.
Операційна система включає оригінальний симулятор польоту, компілятор і ядро .  Одна з пакетних програм «Після Єгипту» — це гра, в якій гравець подорожує до палаючого куща, щоб використовувати «швидкісний секундомір». Секундомір покликаний діяти як оракул, який генерує псевдовипадковий текст, що Девіс порівняв з віджею та глоссолалією . 
TempleOS був написаний мовою програмування, розробленою Девісом як середина між C і C++, спочатку називалася «C+» (C Plus), пізніше перейменована в «HolyC».  Вона також є мовою оболонки, дозволяючи писати та виконувати цілі програми зсередини оболонки. IDE, що постачається з TempleOS, підтримує кілька функцій, наприклад, вбудовування зображень у код. Він використовує нестандартний текстовий формат (відомий як DolDoc), який підтримує гіпертекстові посилання, зображення та тривимірні сітки для вбудовування у те, що інакше є стандартними файлами ASCII; наприклад, файл може містити обертову тривимірну модель танка як коментар у вихідному коді. Більшість коду в ОС компілюється JIT, і зазвичай рекомендується використовувати компіляцію JIT, а не створення бінарних файлів .  Девіс загалом написав понад 100 000 рядків коду для ОС. 

## Критика
TempleOS отримав переважно «прихильні» відгуки. Технічний журналіст Девід Кассель висловив думку, що «вебсайти, що займаються програмуванням, намагалися знайти необхідне терпіння та розуміння, щоб пристосуватися до Девіса».  TechRepublic і OSNews опублікували позитивні статті про роботу Девіса, незважаючи на те, що Девіс був забанений на останньому за ворожі коментарі, спрямовані на його читачів і співробітників.  У своєму огляді для TechRepublic Джеймс Сандерс зробив висновок, що «TempleOS є свідченням відданості та пристрасті однієї людини, яка демонструє свою технологічну майстерність. Чимось більшим ОС сприйматись не повинна»  Редактор OSNews Крок Камен написав, що ОС «показує, що комп’ютери все ще можуть бути хобі; чому в наші дні всі такі серйозні? Якщо я хочу написати ОС, яка використовує інтерпретаційний танець як метод введення, мені повинно бути дозволено це зробити, будьте прокляті такі компанії, як Apple  У 2017 році ОС була показана в рамках аутсайдерської художньої виставки в Буроні, Франція. 

## Спадщина
Після смерті Девіса редактор OSNews Том Хольверда написав: «Девіс був явно талановитим програмістом – написання всієї операційної системи – велика робота – і було сумно бачити, як на нього вплинула психічна хвороба».  Один фанат описав Девіса як «легенду програмування», а інший, комп’ютерний інженер, порівняв розробку TempleOS з хмарочосом, побудованим однією людиною.  Він додав, що «насправді мене бентежить, що все це написала одна людина», і що «непрофесійному було важко зрозуміти, яке феноменальне досягнення» — це написати цілу операційну систему одному. 
TempleOS є суспільним надбанням. Сім'я Девіса побажала, щоб шанувальники зробили пожертви Національному альянсу з психічних захворювань та іншим організаціям, які «працюють, щоб полегшити біль і страждання, спричинені психічними захворюваннями».

## Зовнішні посилання
- Вебсайт TempleOS [Архівовано 8 червня 2020 у Wayback Machine.]
- Повний архів матеріалів TempleOS і Террі Е. Девіса
- Архів вебсайту і операційної системи TempleOS
- Архів завантажувальних ISO-образів TempleOS
- Джерельний код TempleOS [Архівовано 26 січня 2022 у Wayback Machine.]

Шаблон:Hobbyist operating systems